# Limosa
Limosa es un género de aves caradriformes de la familia Scolopacidae conocidas vulgarmente como agujas. Son un grupo de ave migratorias grandes, con el pico y las pata largos, zancudas. Forman grandes bandadas en costas y en estuarios en invierno. 
Se distinguen por su pico curvado y largas patas. Su plumaje invernal es suavemente apagado, pero tres especies tienen sus vientres rojizos cuando se cruzan. Las hembras son apreciablemente mayores a los machos. 

## Especies
Se reconocen cuatro especies de Limosa:
- - Limosa limosa - Aguja colinegra
  - Limosa haemastica - Aguja café
  - Limosa lapponica - Aguja colipinta
  - Limosa fedoa - Aguja canela

Hay una o dos especies fósiles; Limosa vanrossemi es conocida de la Formación Monterrey (Mioceno Tardío, aprox. 6 cron) de Lompoc, EE. UU. Limosa gypsorum del Eoceno Tardío (Formación Montmartre, 35 cron) de Francia; colocada en el género monotípico Montirallus por algunos autores. Ciertamente, las agujas son bastante antiguas y en algunos aspectos, similares a linajes primitivos de escolopácidos, siendo complicado asignar en tal caso, formas  basales.